# Peggy Zina
 (octobre 2017).
Si vous disposez d'ouvrages ou d'articles de référence ou si vous connaissez des sites web de qualité traitant du thème abordé ici, merci de compléter l'article en donnant les références utiles à sa vérifiabilité et en les liant à la section « Notes et références ».
Peggy Zina, nom artistique de Calliope Zina, néé le 8 mars 1975, est une chanteuse grecque.

## Discographie

### Album
- Peggy Zina (1995)
- Anevaines (1998)
- Ena Hadi (2001)
- Vres Enan Tropo (2002)
- Mazi Sou (2003)
- Matono (2004)
- Noima (2005)
- Ena (2006)
- Trekse (2007)
- To Pathos Einai Aformi (2009)
- Evaisthiti... I Logiki? (2010)
- Sou Hrostao Akoma Ena Klama (2012)
- Para Polla (2015)